# Универзитет Дјук
Универзитет Дјук (енгл. Duke University) је приватни амерички универзитет смештен у граду Дараму, у америчкој савезној држави Северна Каролина. Универзитет су основали методисти 1838. године, али је садашње име добио 1924. године, када је амерички индустријалац Џејмс Дјук одлучио да овај универзитет добије име по његовом трагично преминулом оцу Вошингтону Дјуку. Године 1924, индустријалац у области дувана и електричне енергије Џејмс Бјуканан Дјук основао је Дјукову задужбину. Оваинституција је касније променила име у част његовог преминулог оца, Вашингтона Дјука.
Кампус се простире на преко 3.500 хектара у три суседна подкампуса у Дураму, и поморској лабораторији у Бофорту. Западни кампус - који је углавном дизајнирао архитекта Џулијан Абил, афроамерички архитекта који је дипломирао као први у својој класи Школе дизајна Универзитета Пенсилваније - укључује готску архитектуру са 64-метарском капелом, Дјук капелом у центру кампуса и највишом тачком. Поред ње се налази се уз Медицински центар. Источни кампус, удаљен 2,4 километра, дом свих студената првих година, изграђен је у архитектури у џорџијанског стила. Универзитет администрира две додатне школе у Азији, Медицинска школа Дјуке-NUS у Сингапуру (основана 2005. године) и Универзитет Дуке Куншан у Куншану у Кини (основана 2013. године).
Дјуке је рангиран међу водеће универзитете у Сједињеним Државама. Пријем на додипломске студије је међу најселективнијим у земљи, са укупном стопом прихватања од 5,7% за класу 2025. Дјуке троши више од милијарду долара годишње на истраживање, што га чини једним од десет највећих истраживачких универзитета у Сједињеним Државама. Више од десетак факултета редовно се појављује на годишњим листама најцитиранијих светских истраживача. Према подацима из 2019. године, 15 нобеловаца и 3 добитника Тјурингове награде повезани су са овим универзитетом. Алумни Дјука такође укључују 50 Родсових стипендиста, 25 Черчилових учењака, 13 Шварцманових и 8 Мичелових стипендиста. Универзитет је остварио трећи највећи број Черчилових стипендиста од било ког универзитета (иза Принсетона и Харварда) и пети највећи број Родесових, Маршалових, Труманових, Голдвотерових и Удалових стипендиста међу америчким универзитетима између 1986. и 2015. Дјуке је алма матер једног председника Сједињених Држава (Ричард Никсон) и 14 живих милијардера.
Дуке је други по величини приватни послодавац у Северној Каролини, са више од 39.000 запослених. Неколико публикација је овај универзитет рангирало као изврсног послодавца.

## Историја

### Почеци
Дјуке је први пут отворен 1838. године као Браунова школска кућа, приватна преплатна школа основана у округу Рандолф у данашњем граду Тринити. У организацији Друштва института Уније, групе методиста и квакера, Браунова школска кућа је постала Унијска институтска академија 1841. када је Северна Каролина издала повељу. Академија је преименована у Нормал колеџ 1851, а затим у Тринити колеџ 1859, због подршке методистичке цркве. Године 1892, Тринити колеџ се преселио у Дурам, углавном захваљујући великодушности Џулијана С. Кара и Вашингтона Дјука, моћних и угледних методиста који су се обогатили кроз дуванску и електричну индустрију. Кар је 1892. године донирао земљиште за оригинални кампус у Дураму, који је данас познат као Источни кампус. У исто време, Вашингтон Дјук је дао школи 85.000 долара за почетне задужбине и трошкове изградње - касније повећавајући своју донацију са три додатна доприноса од 100.000 долара 1896, 1899. и 1900. - уз одредбу да колеџ „отвара врата женама, постављајући их равноправно са мушкарцима “.
Године 1924, син Вашингтона Дјука, Џејмс Б. Дјук, основао је Дјукову задужбину са повереничким фондом од 40 милиона долара. Приход од фонда требало је да буде подељен између болница, сиротишта, методистичке цркве и четири колеџа (укључујући Тринити колеџ). Вилијам Престон Фју, председник Тринитија у то време, инсистирао је да се та институција преименује у Дјуке универзитет како би одала почаст великодушности породице и како би се разликовао од мноштва других колеџа и универзитета који носе име „Тринити”. У почетку је Џејмс Б. Дјуке сматрао да би та промена имена могла бити попримљена као самоуслужна, али је на крају прихватио Фјуов предлог као спомен на свог оца. Новац од задужбине омогућио је универзитету брз раст. Дјуков оригинални кампус, Источни кампус, обновљен је од 1925. до 1927. године зградама у џорџијанском стилу. До 1930. године завршена је већина зграда у универзитетском готичком стилу у кампусу на 1,6 км западно, а изградња на Западном кампусу кулминирала је завршетком Дјук капеле 1935.